# Diego Mexía Felípez de Guzmán
Diego Mexía Felípez de Guzmán (Madrid, 7 de febrero de 1582-Madrid, 16 de febrero de 1655), IV duque de Sanlúcar la Mayor, I marqués de Leganes, dos veces grande de España y vizconde de Butarque, fue un militar y político español.

## Biografía
Diego era el hijo menor de Diego Velázquez Dávila y Bracamonte, I conde de Uceda y IV señor de Loriana, y de Leonor de Guzmán, tía del conde-duque de Olivares.
Desde 1600 luchó en los Países Bajos donde sirvió durante más de veinte años como oficial y gentilhombre de cámara del archiduque Alberto de Austria. Después de fallecer este (1621), volvió a Madrid y gracias al apoyo de su primo y patrono Olivares, valido del rey Felipe IV, se convirtió en un hombre influyente y acaudalado.
Olivares debió decidir bastante pronto promocionar la carrera de su pariente, en quien se conjugaba un carácter afable y no pocas cualidades administrativas y militares con un buen ojo para las artes; efectivamente, con el paso de los años, acabaría convirtiéndose en uno de los grandes coleccionistas de pintura de su tiempo.
Cooperó en la defensa de Castilla cuando parecía inminente el ataque inglés sobre Cádiz, y acompañó también al rey y a Olivares en su viaje a la Corona de Aragón. Vio recompensados todos sus servicios en julio de 1626 cuando lo nombraron miembro del Consejo de Estado. El 10 de abril de 1627 además se le otorgó el marquesado de Leganés. Tras este nombramiento cambió su nombre por el de Diego Felípez de Gúzman, a imitación de Olivares, que había añadido el de Felípez a sus apellidos en honor del rey. En junio de ese mismo año se casó con una dama de honor de la reina Isabel de Borbón, Polixena Spinola, hija de Ambrosio Spinola, cuya dote ascendió a la fabulosa suma de 200.000 ducados.
Gracias a su conocimiento sobre el terreno, en los círculos de la corte se le consideraba un especialista en lo referido a los Países Bajos. Por ello, el conde-duque recurrió a él en 1627 para que hiciera aceptar allí su proyecto de la Unión de Armas. Leganés llegó a Bruselas el 19 de septiembre y pasó las semanas siguientes negociando con los estados de las diversas provincias de los Países Bajos españoles. A finales de año, las provincias acordaron participar en la Unión, ofreciendo una contribución de 12.000 soldados de infantería pagados.
En su viaje de Bruselas a Madrid en enero de 1628 acompañado de su suegro, el general Ambrosio Spinola, ambos fueron recibidos en el campamento del rey Luis XIII de Francia situado ante La Rochelle teniendo la oportunidad de inspeccionar de cerca las operaciones de asedio contra los hugonotes acuartelados en la ciudad (véase Asedio de La Rochelle). En este encuentro ambos mantuvieron grandes discusiones secretas con Luis XIII y Richelieu, en el transcurso de las cuales tuvieron ocasión de confirmar sus temores de que Francia, a pesar de los problemas que tenía con los hugonotes y los ingleses, no tenía la menor intención de abandonar al duque de Nevers en sus pretensiones sobre Mantua (véase Guerra de Sucesión de Mantua)

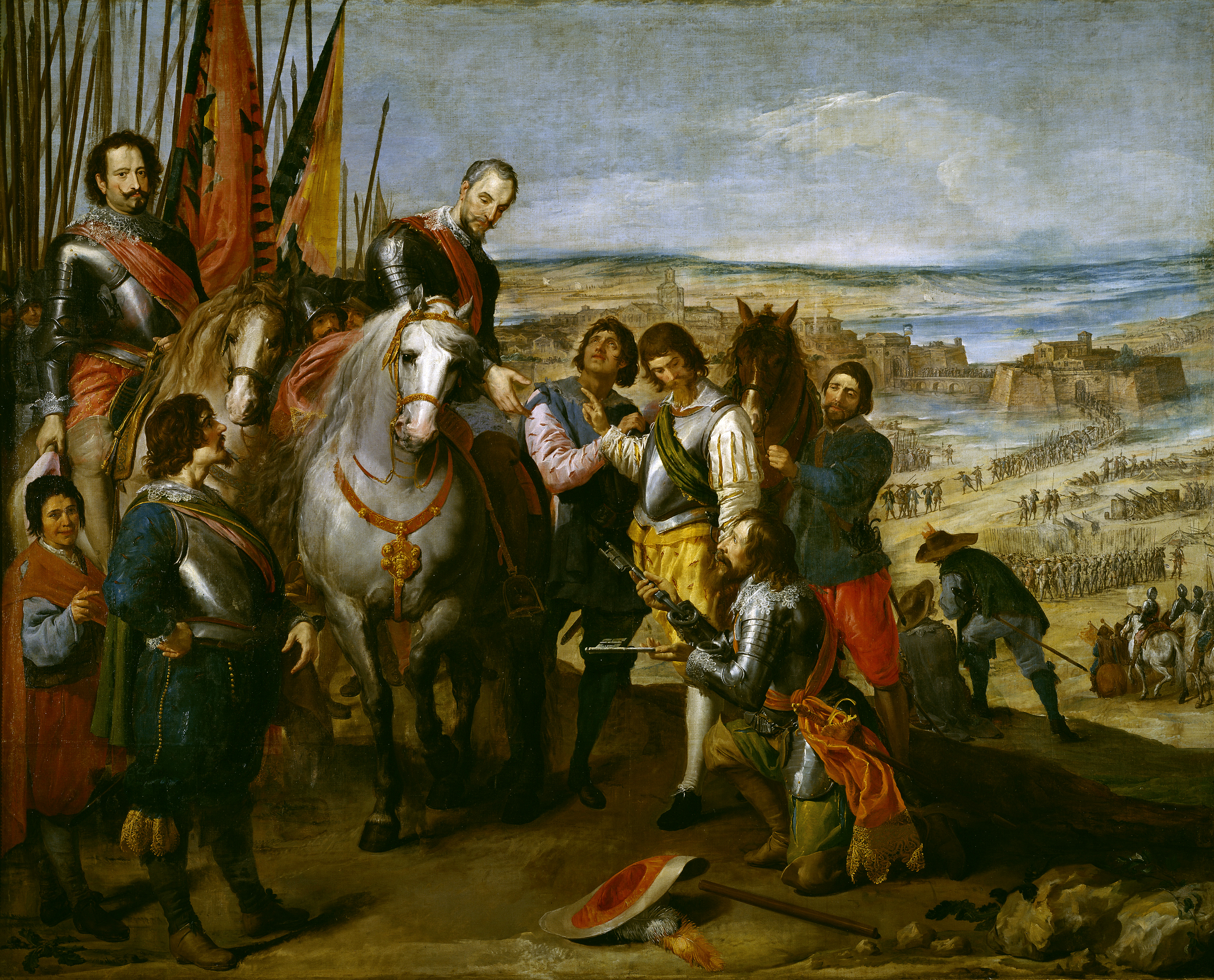
El marqués de Leganés (a la izquierda a caballo) en La rendición de Juliers, obra de Jusepe Leonardo.

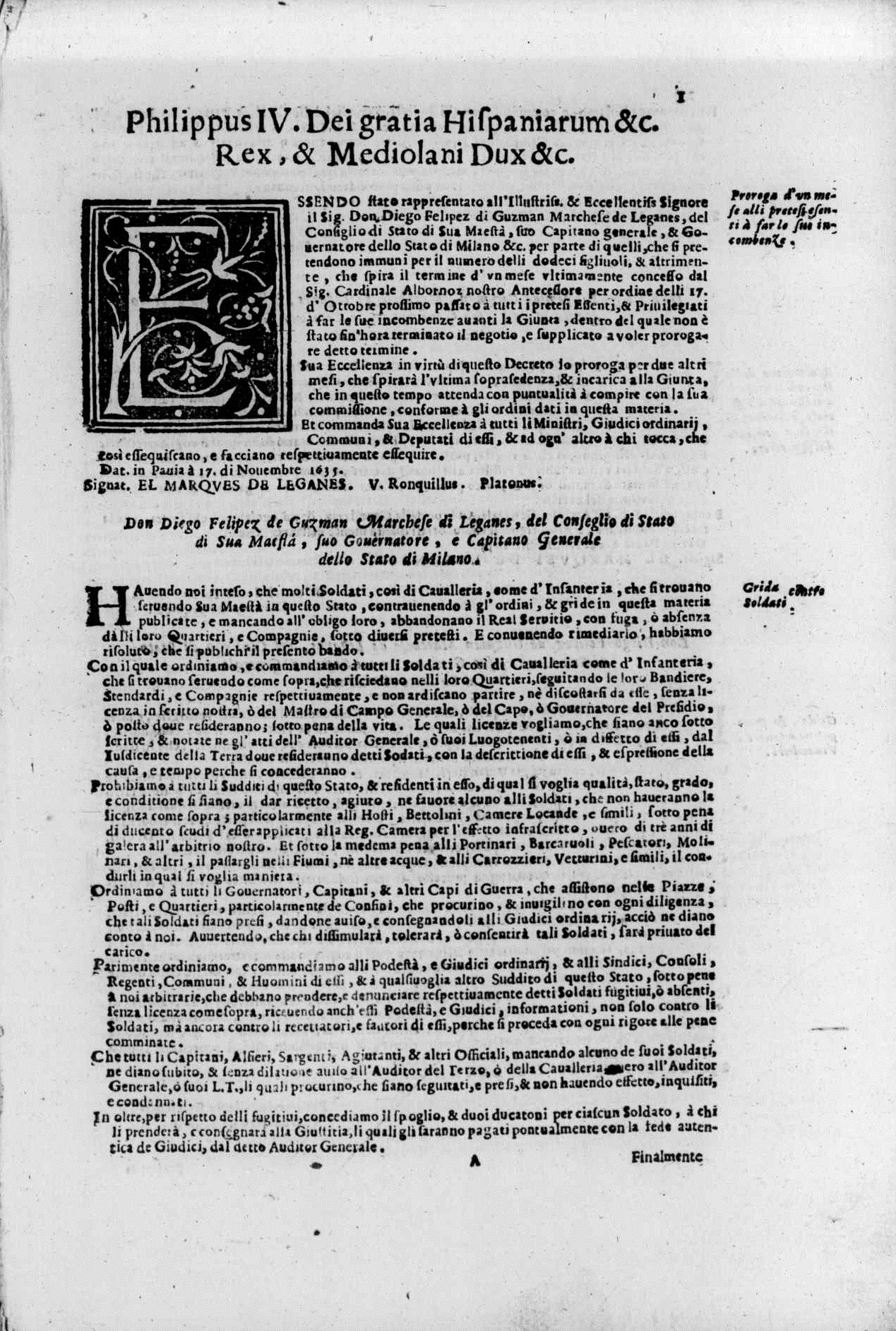
Libro delle gride (1645) por el Estado de Milán

Después de esta misión fue nombrado presidente del reconstituido Consejo Supremo de Flandes y Borgoña. Desde 1626 había sido nombrado, además, general de caballería del ejército de Flandes, aunque no se encargaría nunca en persona de esta función, debido a sus ausencias casi permanentes.
Cuando en 1629, el marqués de Aytona fue enviado como embajador extraordinario en Bruselas ante la infanta Isabel Clara Eugenia, gobernadora de los Países Bajos, Leganés fue enviado (febrero de 1630), junto al marqués de Mirabel, como ayudante temporal de este. Los tres debían cooperar para contrarrestar el desmoronamiento de la autoridad real en aquella región. Además, Leganés debería cumplir la función de oficial de enlace entre la infanta y Olivares.
En 1630, Felipe IV, para compensar la ausencia de un auténtico maestro de campo general en el ejército de Flandes decidió instituir un liderazgo colectivo, compuesto por Aytona, Leganés, el marqués de Caracena (maestro de campo y gobernador de Dunkerque), el conde de la Motterie (maestro de campo y gobernador de Maastricht), Paulo Baglione (maestro de campo) y Juan Bravo de Laguna (comandante de la ciudadela de Amberes). La presidencia del colectivo le incumbía a Aytona.
En Castilla su carrera militar comenzó en 1625 cuando consiguió su primer nombramiento en los ejércitos peninsulares como maestre de campo general del ejército de Castilla, en calidad de tal participó activamente en la defensa del ataque inglés a Cádiz en ese año, si bien el propio Leganés diría en 1641 que su participación en esta ocasión fue en calidad de capitán general de la artillería de España. Posteriormente, en julio de 1630, fue nombrado por la infanta Isabel, gobernadora de los Países Bajos, maestre de campo general, compartiendo las responsabilidades militares del ejército de Flandes con Carlos Coloma, general de la caballería, y con el conde de Bergh, general de la artillería, dirigiendo, en el mes de septiembre de este año, la incursión que desde Flandes se realizó sobre Alemania.
El primer encargo militar de verdadera importancia lo tuvo cuando fue nombrado gobernador de armas del ejército de Alsacia en sustitución del duque de Feria que había muerto en Múnich el 11 de enero de 1634. Suponía el gobierno efectivo de un ejército que tenía como misión principal garantizar el paso del cardenal infante Fernando a los Países Bajos, y recuperar las plazas alsacianas, que en esos momentos se encontraban en poder de los protestantes. El nombramiento del marqués de Leganés para esta importante misión se produjo el 13 de febrero de 1634, si bien Leganés partió el día 2 de abril. Las instrucciones de Leganés eran: «partir luego para Milán a disponer allí, con el Señor Infante, la forma de la partida, y ajuntar el gruesso de gente que se havía de sacar de Italia para agregar al trozo que se hallava en la Babiera y Condado del Tirol».

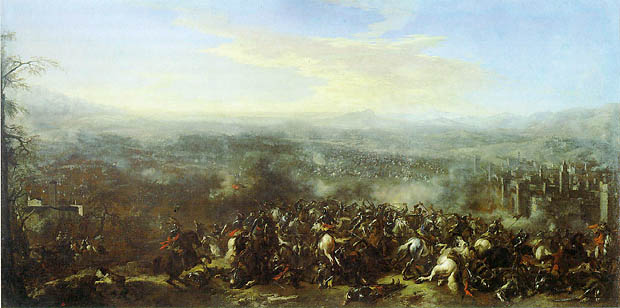
La Batalla de Nördlingen, obra de Jacques Courtois.

Este ejército debía escoltar y garantizar el paso del infante Fernando de Austria a Flandes para tomar posesión de su cargo como gobernador de esas provincias. En el trayecto del viaje se produjo la victoria de Nördlingen en septiembre de 1634, última gran victoria de las armas españolas en la arena internacional. La victoria de las tropas españolas sobre los suecos y príncipes protestantes alemanes, se logró conjuntamente con los ejércitos imperiales de Fernando de Hungría, dirigidos por Matthias Gallas, y los de la Liga Católica, dirigidos por el duque de Lorena. Esta victoria supuso el abandono efectivo de los suecos de la Guerra de los Treinta Años, pero también fue el detonante para la intervención directa de Francia en el conflicto contra los intereses de la casa de Austria.
En el memorial que Leganés presentó en 1641, describiría el suceso con estas palabras:

«Vuestra Magestad fue servido de mandarle conducir el Exército, con que el Sr. Infante Don Fernando, passó a Flandes, en cuya jornada sucedió la gloriosa batalla de Norlinguen, en que el Marqués hizo officio de General, y de soldado, dando Dios a toda la Augustísima Cassa de Austria por su medio, aquella gran vitoria, que abatió los hereges y affirmó la autoridad Cessárea, y el Imperio de la Augustísima Cassa en Alemania, testificando, los mismos autores hereges, y otros estrangeros la parte que tuvo el Marqués en aquella esclarecida batalla» .

Felipe IV le concedió la Grandeza de España en 1634, declarada perpetua en 1640.
El 24 de septiembre de 1635 se le nombró gobernador y capitán general del Estado de Milán. En este puesto tuvo que hacer frente a la alianza de los duques de Parma, Mantua y Saboya que, apoyados por la Francia de Richelieu, pretendían mermar la supremacía española en Italia. Las tropas de Odoardo I Farnesio fueron derrotadas con facilidad, aviniéndose el duque a firmar la paz en 1637. En ese mismo año desalojó a los franceses comandados por Rohan del paso de la Valtellina y obtuvo algunas victorias gracias a la guerra civil desatada en Saboya a la muerte del duque Víctor Amadeo I.
En 1638 Leganés conquistó las fortalezas de Breme y Vercelli. En 1639 lanzó una gran ofensiva en el Piamonte conquistando gran número de fortalezas llegando a la ciudadela de Turín donde no pudo doblegar la resistencia de la regente Cristina de Borbón apoyada por los franceses.
En la primavera de 1640 trató de tomar la fortaleza de Casale pero la intentona fue impedida por las tropas francesas del conde d'Harcourt que hizo que la empresa de Leganés acabara en una trágica retirada: miles de hombres quedaron en el campo de batalla y un gran botín en manos francesas.
En noviembre de 1641 le fue otorgado el mando del ejército de Cataluña para luchar contra los insurrectos catalanes apoyados por Francia. A pesar de algunos éxitos iniciales en Tarragona, su estrepitosa derrota en la batalla de Lérida, en 1642, le hicieron caer en un cierto grado de desgracia hasta que a la caída en 1643 de su protector, el conde-duque de Olivares, fue relevado del cargo.
A pesar de todo esto, en 1645 fue nombrado virrey nominal de Cataluña y en 1646 defendió con éxito Lérida, que había sido conquistada en 1644 por el anterior virrey, Felipe de Silva, del ataque francés. Esta derrota supuso la destitución inmediata de d'Harcourt. Leganés permaneció en el puesto hasta 1648.
Fue nombrado presidente del Consejo de Italia tras el fallecimiento del conde Monterrey, (junio de 1653), anterior titular, ocupando el puesto hasta su muerte, en febrero de 1655.

## Matrimonios e hijos
Casó en primeras nupcias, el 17 de junio de 1627, con Polixena Doria Spínola (m.14 de junio de 1637), hija de Ambrosio Spínola y de Giovanetta Bacciadonne. De este matrimonio nacieron dos hijos:
- Gaspar Felípez de Guzmán y Spínola (m. 31 de diciembre de 1666), II marqués de Leganés, V duque de Sanlúcar la Mayor, dos veces grande de España, y I marqués de Morata de la Vega. Fue virrey de Valencia y gobernador de la plaza de Orán.
- Ambrosio Ignacio Mexía Felípez de Guzmán y Spinola (Madrid, 1632-Sevilla, 1684), menino del príncipe Baltasar Carlos, fue canónigo de la Catedral de Santiago de Compostela (1643), canónigo arcediano de la reina, rector de la Universidad de Salamanca (1652), canónigo de la Catedral de Toledo. Fue ordenado presbítero en 1656, obispo de Oviedo en 1665, arzobispo de Santiago en 1668 y arzobispo de Sevilla 1669.

Contrajo un segundo matrimonio, en 1642, con Juana de Rojas y Córdoba, VI marquesa de Poza, hija de Luis Fernández de Córdoba, VI duque de Sessa, Terranova y Santángelo y de Mariana de Rojas, V marquesa de Poza.

## Coleccionismo

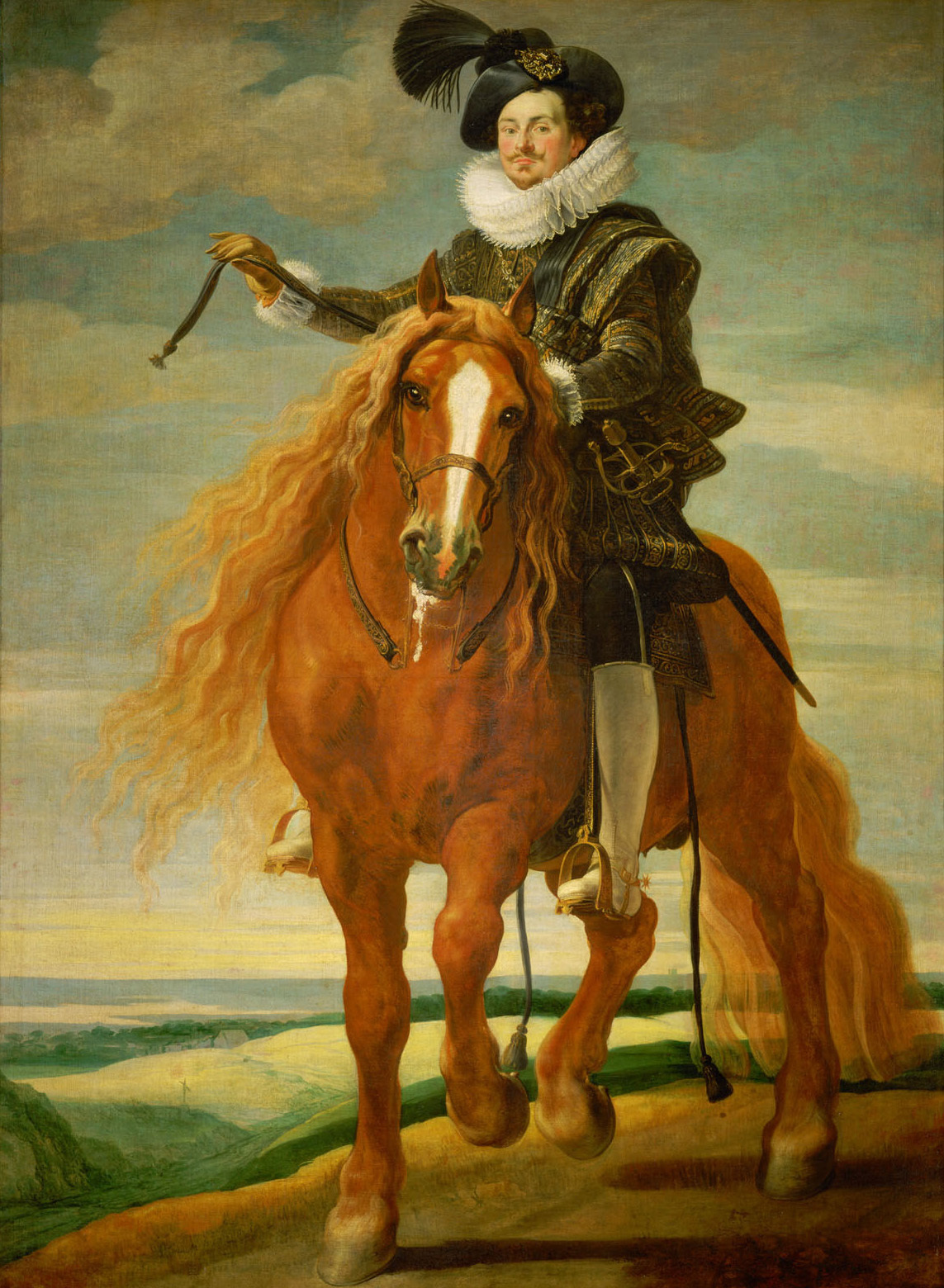
Retrato ecuestre del marqués de Leganés por Gaspar de Crayer (1627-28), Museo de Historia del Arte de Viena.

El marqués de Leganés además de por su carrera política fue conocido por ser uno de los mayores coleccionistas de arte de su tiempo. La colección de Diego alcanzó un total de mil trescientas treinta y tres obras, reunidas en los años en que este conoció el auge de su carrera política y militar. Rubens lo calificó como "uno de los mejores conocedores de arte que hay en el mundo".
Desde 1630 hasta 1642 su colección pasó de treinta lienzos a más de mil doscientos. Aunque su relevancia residía fundamentalmente en la reunión de obras de artistas contemporáneos que se encontraban en la cumbre de su carrera, especialmente flamencos, como el mencionado Rubens, quien realizó para Leganés la pareja de cuadros de altar de La Anunciación (Rubenshuis, Amberes) y de la Inmaculada Concepción (Museo del Prado, Madrid), o Anton van Dyck, quien retrató al marqués (Fundación Banco Santander, Madrid) y a su esposa, Polixena Spínola (Museo del Prado, Madrid).
La colección albergaba además escenas de caza y fábulas, realizadas por Paul de Vos y Frans Zinder (Museos Reales de Bellas Artes de Bélgica, Bruselas); algunas de las mejores escenas de batallas flamencas de Peter Snayers; varios retratos de Gaspar de Crayer, como Retrato de Felipe IV con enano (Palacio de Viana, Madrid); guirnaldas y naturalezas muertas de Daniel Seghers, Clara Peeters, Alexander van Adrianssen y Frans Ykens; paisajes de Paul Brill, Jan Brueghel el Viejo, Joos de Momper y Jan Wildens, entre otros. Leganés se interesó también por la pintura de los primitivos flamencos, especialmente El Bosco, Rogier van der Weyden y Mabuse, y por los flamencos del siglo XVI como Antonio Moro o Quentin Massys.
La colección del marqués también se caracterizaba por la atención a la pintura italiana adquirida presumiblemente durante su época como gobernador de Milán, con obras de los principales artistas del Renacimiento como Rafael, Correggio, Palma el Viejo, Perugino, Andrea del Sarto, Giorgione, los Bassano, Veronés o Tiziano, de quien poseía el retrato de Federico de Gonzaga, I duque de Mantua (Museo del Prado, Madrid). También se encontraban obras de autores manieristas y barrocos como Bronzino, Giovanni Battista Crespi, Ludovico Cigoli, Guido Reni, Francesco del Cairo, Gaudenzio Ferrari, Giovanna Garzoni, Paris Bordone, Rosso Fiorentino y Scipione Gaetano.
La pintura española estaba representada por obras de Velázquez, José de Ribera Juan van der Hamen y Pedro de Orrente, de quien disponía de doce fábulas mitológicas. Otros pintores contemporáneos como Francisco Collantes o Juan Fernández, el Labrador se mezclaban con autores de fines del siglo XVI, como Alonso Sánchez Coello, Juan Pantoja de la Cruz, Juan Fernández de Navarrete y El Greco.
Su colección permaneció prácticamente indivisa durante los siglos XVII y XVIII, pasando de manos del tercer marqués de Leganés, muerto este en 1711 sin descendencia, a los condes de Altamira, en cuya posesión se mantuvo hasta la ruina de esta casa a principios del siglo XIX.
En 1833 el resto de la colección fue subastada públicamente. Sin embargo, las obras que actualmente pueden disfrutarse en el Museo del Prado son fruto de los muchos regalos que Leganés hizo a Felipe IV y que pasaron a engrosar la colección real.
El 31 de enero de 1894, el Ayuntamiento de Madrid le dedicó una calle con el rótulo de calle del Marqués de Leganés.